# Violetta Kolobova
Violetta Vitalievna Kolobova (Виолетта Витальевна Колобова) est une escrimeuse russe pratiquant l’épée, née le 27 juillet 1991 à Dzerjinsk.

## Palmarès
- Jeux olympiques
  -  Médaille de bronze par équipes aux Jeux olympiques de 2016 à Rio de Janeiro

- Championnats du monde d'escrime
  -  Médaille d'or par équipes aux championnats du monde d'escrime 2014 à Kazan
  -  Médaille d'or par équipes aux championnats du monde d'escrime 2013 à Budapest
  -  Médaille d'argent par équipes aux championnats du monde d'escrime 2019 à Budapest

- Championnats d'Europe d'escrime
  -  Médaille d'or en individuel aux championnats d'Europe d'escrime 2017 à Tbilissi
  -  Médaille d'or en individuel aux championnats d'Europe d'escrime 2015 à Montreux
  -  Médaille d'or par équipes aux championnats d'Europe d'escrime 2012 à Legnano
  -  Médaille d'argent par équipes aux championnats d'Europe d'escrime 2019 à Düsseldorf
  -  Médaille d'argent par équipes aux championnats d'Europe d'escrime 2017 à Tbilissi
  -  Médaille d'argent par équipes aux championnats d'Europe d'escrime 2014 à Strasbourg
  -  Médaille d'argent par équipes aux championnats d'Europe d'escrime 2011 à Sheffield
  -  Médaille de bronze en individuel aux championnats d'Europe d'escrime 2018 à Novi Sad

## Classement en fin de saison
| Année | 2006 | 2007 | 2009 | 2010 | 2011 | 2012 | 2013 | 2014 | 2015 | 2016 | 2017 | 2018 | 2019 |
| ----- | ---- | ---- | ---- | ---- | ---- | ---- | ---- | ---- | ---- | ---- | ---- | ---- | ---- |
| Rang  | 177  | 258  | 87   | 28   | 42   | 37   | 18   | 8    | 6    | 11   | 1    | 6    | 8    |